# Sart (Bertrix)
Sart of Sart-Jehonville (Waals: Sårt) is een dorp in de Belgische provincie Luxemburg in de deelgemeente Jehonville van Bertrix.
Deelgemeenten: Auby-sur-Semois · Bertrix · Cugnon · Jehonville · Orgeo

Overige dorpen: Acremont · Assenois · Biourge · Blanchoreille · Glaumont · La Flèche · La Géripont · Luchy · Mortehan · Nevraumont · Rossart · Sart · Thibauroche

Belgische gemeenten · Arrondissement Neufchâteau · Luxemburg · Wallonië